# 724

## Догађаји
- 26. јануар –  Хишам ибн Абд ал-Малик, постаје нови калиф Омајадског калифата, који покрива већи део Блиског истока, северне Африке и Шпаније, након што је његов брат Јазид II умро од туберкулозе након 4-годишње владавине. Хишам влада 19 година, током којих је именовао Халида ал-Касрија за гувернера Ирака.
- Фебруар – Ал-Џарах ибн Абдалах из Омејадског калифата наноси поразан пораз Хазарима данашње Русије у бици између река Кир и Аракс.
- 3. март – Царица Геншо абдицира са престола, у корист свог 23-годишњег нећака, принца Обиота, који постаје 45. монарх Јапана као цар Шому. Он је син покојног цара Монмуа.
- 6. март - Мухамед ибн Абд ал-Малик ибн Марван, син калифа Абд ал-Малика, именован је за гувернера Египта Омајада након што је Ханзала ибн Сафван ал-Калби поднео оставку. Служи само два месеца.
- април – Атанасије III постаје нови патријарх Сиријске православне цркве, шест месеци после смрти Илије I.
- 2. мај – Мухамманд ибн Марван подноси оставку на место гувернера Египта након разлика у мишљењима о политици, а замењује га Ал-Хур ибн Јусуф.
- 11. јул – Принц Етхелберт из Краљевине Кент издаје повељу коју је одобрио његов отац, краљ Вихтред.
- 15. август – Кинески цар Ксуанзонг свргнуо своју жену, царицу Ванг.
- 29. децембар – К'ак' Тилив Цхан Иопаат постаје краљ (ајав) града-државе Маја Киригуа, сада Гватемала), и служи више од 60 година до своје смрти 785. године.
- Рагенфрид, бивши градоначелник палате Неустрија, побунио се против Карла Мартела. Лако бива поражен, а Рагенфрид се одрекао својих синова као талаца, у замену за то што му је дозвољено да задржи своје земље у Анжуу.
- Тургеш каганат бележи велику победу над Арапима, на „Дану жеђи“ код Хуџанда (савремени Таџикистан).
- Муслиманска флота врши нападе на Балеарска острва под византијском влашћу, као и на Византијску Сардинију и Ломбардску Корзику.
- Шому наређује да куће јапанског племства буду покривене зеленим црепом, као у Кини, и да имају беле зидове са црвеним кровним стубовима.
- Пирмин, визиготски монах, постављен је за опата опатије Мителцел на острву Рајхенау, коју је он основао.